# Phyllophaga mentalis
Phyllophaga mentalis är en skalbaggsart som beskrevs av Saylor 1941. Phyllophaga mentalis ingår i släktet Phyllophaga och familjen Melolonthidae. Inga underarter finns listade i Catalogue of Life.